# Бегусарай (округ)
Бегусарай (англ. Begusarai) — округ в центральной части индийского штата Бихар. Образован в 1972 году. Расположен на северном берегу реки Ганг. Административный центр — город Бегусарай. Площадь округа — 1917 км². По данным всеиндийской переписи 2001 года население округа составляло 2 349 366 человек. Уровень грамотности взрослого населения составлял 47,98 %, что ниже среднеиндийского уровня (59,5 %).

## Экономика
- Нефтеперегонный завод